# Perrin-számok
A matematika, azon belül a számelmélet területén a Perrin-számok a következő rekurzív megadású sorozattal meghatározott számok:
P(n) = P(n − 2) + P(n − 3) minden n > 2-re,
a kezdeti értékek pedig
P(0) = 3, P(1) = 0, P(2) = 2.
A Perrin-számok sorozata így kezdődik:
3, 0, 2, 3, 2, 5, 5, 7, 10, 12, 17, 22, 29, 39 ... (A001608 sorozat az OEIS-ben)
Az n-csúcsú körgráfok különböző maximális független csúcshalmazainak száma éppen az n-edik Perrin-számmal egyenlő (ha n > 1).

## Története
A sorozatot elsőként Édouard Lucas említette 1876-ban. 1899-ben ugyanezzel a sorozattal François Olivier Raoul Perrin foglalkozott. A legátfogóbb vizsgálatot Adams és Shanks (1982) végezte el a sorozattal kapcsolatban.

## Tulajdonságai

### Generátorfüggvény
A Perrin-sorozat generátorfüggvénye:
{\displaystyle G(P(n);x)={\frac {3-x^{2}}{1-x^{2}-x^{3}}}.}

### Mátrixformula
{\displaystyle {\begin{pmatrix}0&1&0\\0&0&1\\1&1&0\end{pmatrix}}^{n}{\begin{pmatrix}3\\0\\2\end{pmatrix}}={\begin{pmatrix}P\left(n\right)\\P\left(n+1\right)\\P\left(n+2\right)\end{pmatrix}}}

### Binet-féle formula
A Perrin-sorozat számai felírható a következő egyenlet gyökeinek hatványai segítségével:
{\displaystyle x^{3}-x-1=0.}
Az egyenletnek három gyöke van; egy p valós gyöke (az úgynevezett műanyagszám, plastic number) és a két komplex konjugált gyök, q és r. Ezt a három gyököt tekintve a Lucas-sorozat Binet-formulájának analógiájára a Perrin-sorozat Binet-formulája:
{\displaystyle P\left(n\right)={p^{n}}+{q^{n}}+{r^{n}}.}
Mivel a q és r komplex gyökök egynél kisebbek, nagy n-re ezek hatványai nullához közelítenek. Nagy n-re tehát a képlet így is felírható:
{\displaystyle P\left(n\right)\approx {p^{n}}}
Ennek segítségével gyorsan kiszámíthatók a Perrin-sorozat tagjai nagy n-ekre. A Perrin-sorozat egymást követő tagjainak aránya közelít p-hez, aminek értéke körülbelül 1,324718. Ez a konstans ugyanaz a Perrin-sorozat számára, mint az aranymetszés Φ-je a Lucas-sorozat számára. Hasonló kapcsolat létezik p és a Padovan-sorozat, a Φ és a Fibonacci-számok, illetve az ezüstmetszés arányszáma és a Pell-számok között.

### Szorzási formula
A Binet-formulából meghatározható G(kn) képlete G(n−1), G(n) és G(n+1)-ből kifejezve; tudjuk, hogy
{\displaystyle {\begin{matrix}G(n-1)&=&p^{-1}p^{n}+&q^{-1}q^{n}+&r^{-1}r^{n}\\G(n)&=&p^{n}+&q^{n}+&r^{n}\\G(n+1)&=&pp^{n}+&qq^{n}+&rr^{n}\end{matrix}}}
ami három lineáris egyenletet eredményez, melynek együtthatói {\displaystyle x^{3}-x-1} felbontási testjében vannak; egy mátrixinverzióval megoldható az egyenletrendszer {\displaystyle p^{n},q^{n},r^{n}}-re, majd a k-adik hatványra emelve kiszámítható az összeg.
Magma példakód:
```
P
<
x
>
 := PolynomialRing(Rationals());
S
<
t
>
 := SplittingField(x^3-x-1);
P2
<
y
>
 := PolynomialRing(S);
p,q,r := Explode(
[
r
[
1
]
 : r in Roots(y^3-y-1)
]
);
Mi:=Matrix(
[
[
1/p,1/q,1/r
]
,
[
1,1,1
]
,
[
p,q,r
]
]
)^(-1);
T
<
u,v,w
>
 := PolynomialRing(S,3);
v1 := ChangeRing(Mi,T) *Matrix(
[
[
u
]
,
[
v
]
,
[
w
]
]
);

[
p^i*v1
[
1,1
]
^3 + q^i*v1
[
2,1
]
^3 + r^i*v1
[
3,1
]
^3 : i in 
[
-1..1
]
]
;
```

melynek eredménye az {\displaystyle u=G(n-1),v=G(n),w=G(n+1)} helyettesítésekkel:
{\displaystyle {\begin{matrix}23G(2n-1)&=&4u^{2}+3v^{2}+9w^{2}+18uv-12uw-4vw\\23G(2n)&=&-6u^{2}+7v^{2}-2w^{2}-4uv+18uw+6vw\\23G(2n+1)&=&9u^{2}+v^{2}+3w^{2}+6uv-4uw+14vw\\23G(3n-1)&=&\left(-4u^{3}+2v^{3}-w^{3}+9(uv^{2}+vw^{2}+wu^{2})+3v^{2}w+6uvw\right)\\23G(3n)&=&\left(3u^{3}+2v^{3}+3w^{3}-3(uv^{2}+uw^{2}+vw^{2}+vu^{2})+6v^{2}w+18uvw\right)\\23G(3n+1)&=&\left(v^{3}-w^{3}+6uv^{2}+9uw^{2}+6vw^{2}+9vu^{2}-3wu^{2}+6wv^{2}-6uvw\right)\end{matrix}}}
A 23-as szám itt a sorozatot meghatározó polinomból adódik.
Az előzőek alkalmazásával kiszámítható az n-edik Perrin-szám egész aritmetika és {\displaystyle O(\log n)} darab szorzás segítségével.

## Prímszámok és oszthatóság

### Perrin-álprímek
Bebizonyították, hogy minden minden p prímre, p osztója P(p)-nek. Az állítás megfordítása azonban nem igaz: egyes n összetett számokra is n osztója P(n)-nek. Ha n ezzel a ritka tulajdonsággal rendelkezik, akkor Perrin-álprím.
Az első néhány Perrin-álprím:
271441, 904631, 16532714, 24658561, 27422714, 27664033, 46672291, 102690901, 130944133, 196075949, 214038533, 517697641, 545670533, 801123451, 855073301, 903136901, 970355431, ... (A013998 sorozat az OEIS-ben)
A Perrin-álprímek létezésének kérdése már Perrinben is felmerült, de létezésükről nem tudott senki, míg Adams and Shanks (1982) felfedezték a legkisebbet, a 271441 = 5212 számot; a következő legkisebb a 904631 = 7 · 13 · 9941. Tizenhét egymilliárdnál kisebb Perrin-álprím létezik; Jon Grantham bebizonyította, hogy végtelen sok létezik belőlük.
Adams and Shanks (1982) azt is észrevették, hogy a prímek eleget tesznek a következő feltételnek: P(−p) = −1 mod p. Az olyan összetett számok, amik mindkét feltételnek megfelelnek, a szigorú Perrin-álprímek (Restricted Perrin pseudoprimes) (A018187 sorozat az OEIS-ben). További feltételek képezhetők az n hat előjeléből, melyek három különböző formát vehetnek fel.
Bár a Perrin-féle álprímek ritkák, jelentős átfedés van köztük és a Fermat-álprímek között. Ez éles ellentétben van a Lucas-álprímekkel, melyek antikorrelálnak. Ez utóbbi jelenség teszi lehetővé a népszerű és igen hatásos Baillie–PSW-prímteszt működését, melynél nem ismeretesek álprímek, de ha léteznek, biztosan nagyobbak 264-nél.

### Perrin-prímek
A Perrin-prímek olyan Perrin-számok, melyek prímszámok. Az első néhány Perrin-prím:
2, 3, 5, 7, 17, 29, 277, 367, 853, 14197, 43721, 1442968193, 792606555396977, 187278659180417234321, 66241160488780141071579864797, ... (A074788 sorozat az OEIS-ben)
A Perrin-prímekhez tartozó indexek a Perrin-sorozatban, tehát a P(n)-ekhez tartozó n számok:
2, 3, 4, 5, 6, 7, 10, 12, 20, 21, 24, 34, 38, 75, 122, 166, 236, 355, 356, 930, 1042, 1214, 1461, 1622, 4430, 5802, 9092, ... (A112881 sorozat az OEIS-ben)

## Fordítás
- Ez a szócikk részben vagy egészben a Perrin number című angol Wikipédia-szócikk ezen változatának fordításán alapul.  Az eredeti cikk szerkesztőit annak laptörténete sorolja fel. Ez a jelzés csupán a megfogalmazás eredetét és a szerzői jogokat jelzi, nem szolgál a cikkben szereplő információk forrásmegjelöléseként.